# Shingo Akamine
Shingo Akamine (赤嶺 真吾, Akamine Shingo, Naha, Okinawa - 8 de dezembro de 1983) é um jogador de futebol japonês que atua como atacante para o Gamba Osaka.

## Club career stats
Dados de 28 de Janeiro de 2010
| Performance no clube | Performance no clube | Performance no clube         | Liga  | Liga | Copa          | Copa          | Copa da Liga  | Copa da Liga  | Total | Total |
| Temporada            | Clube                | Liga                         | Jogos | Gols | Jogos         | Gols          | Jogos         | Gols          | Jogos | Gols  |
| Japan                | Japan                | Japan                        | Liga  | Liga | Emperor's Cup | Emperor's Cup | J. League Cup | J. League Cup | Total | Total |
| -------------------- | -------------------- | ---------------------------- | ----- | ---- | ------------- | ------------- | ------------- | ------------- | ----- | ----- |
| 2005                 | F.C. Tokyo           | 1.ª Divisão da Liga Japonesa | 0     | 0    | 0             | 0             | 1             | 0             | 1     | 0     |
| 2006                 | F.C. Tokyo           | 1.ª Divisão da Liga Japonesa | 16    | 3    | 0             | 0             | 3             | 0             | 19    | 3     |
| 2007                 | F.C. Tokyo           | 1.ª Divisão da Liga Japonesa | 15    | 4    | 1             | 0             | 4             | 2             | 20    | 6     |
| 2008                 | F.C. Tokyo           | 1.ª Divisão da Liga Japonesa | 30    | 12   | 4             | 3             | 6             | 3             | 40    | 18    |
| 2009                 | F.C. Tokyo           | 1.ª Divisão da Liga Japonesa | 28    | 5    | 3             | 1             | 9             | 1             | 40    | 7     |
| 2010                 | F.C. Tokyo           | 1.ª Divisão da Liga Japonesa |       |      |               |               |               |               |       |       |
| Total na carreira    | Total na carreira    | Total na carreira            | 89    | 24   | 8             | 4             | 23            | 6             | 120   | 34    |